# Weißer Hirsch
Weißer Hirsch (« Cerf Blanc ») est un quartier résidentiel de la ville de Dresde, en Allemagne.

## Géographie

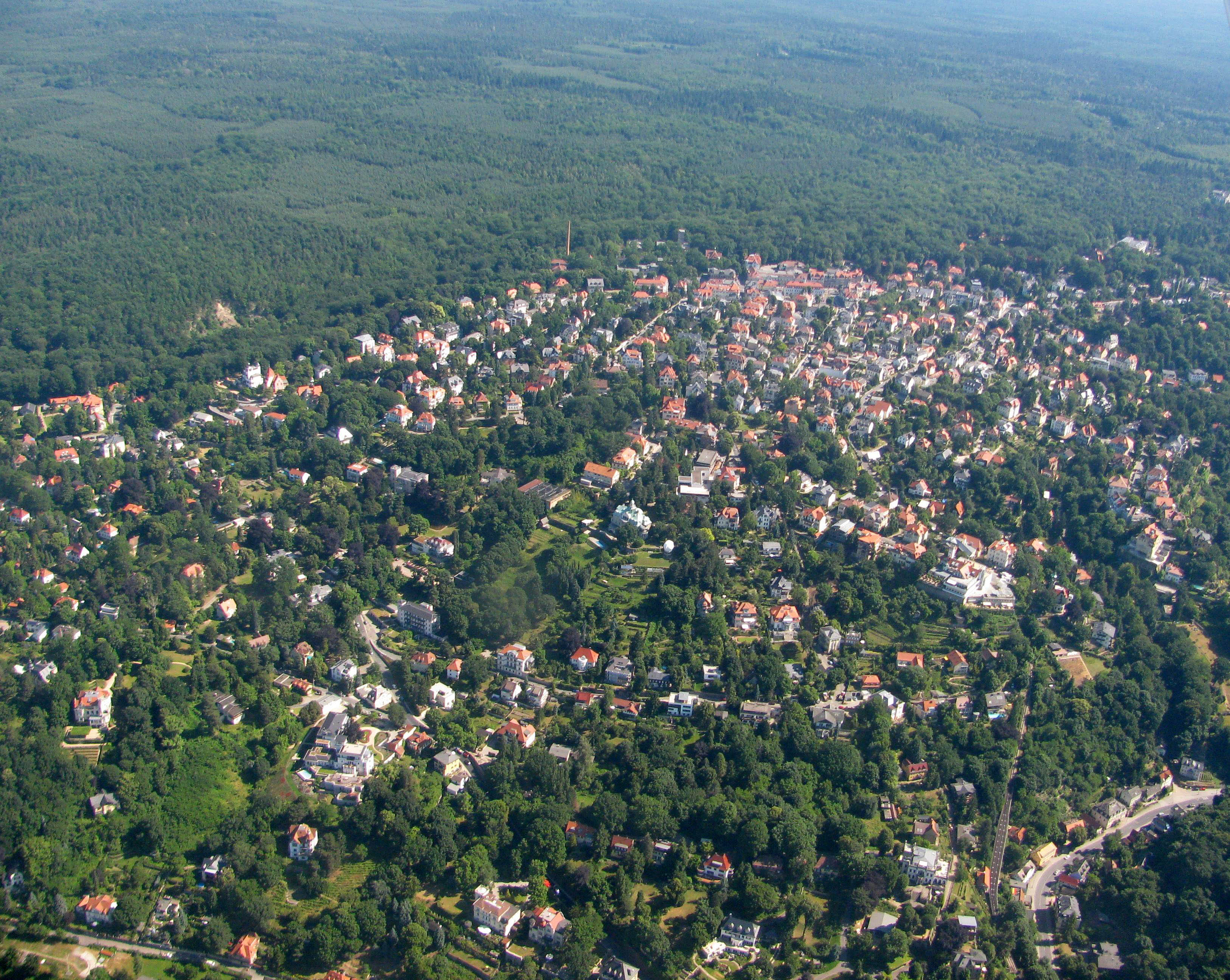
Vue aérienne

Le quartier de villas est situé à l'est du centre-ville, sur une colline au-dessus du bassin de Dresde, et s'étend jusqu'au bord sud d'une étendue forestière (Dresdner Heide). Il se situe juste au nord du quartier de Loschwitz ; les deux zones font partie de l'arrondissement éponyme. Les zones en altitude sont liées à la rive de l'Elbe par le funiculaire de Dresde et la Schwebebahn.